# イエティ航空691便着陸失敗事故
イエティ航空691便着陸失敗事故（イエティこうくう691びんちゃくりくしっぱいじこ）は、2023年1月15日にネパールのポカラ国際空港近郊で発生した航空事故である。
事故機には外国人15人を含む乗客68人、乗員4人の計72人が搭乗しており、搭乗していた72人全員が死亡した。これは1992年のパキスタン国際航空268便墜落事故に次いで、ネパールで2番目に死者数が多い航空事故である。

## 事故
ポカラはネパールで2番目に大きな都市であり、主要な観光地である。事故機は現地時間(NST)2023年1月15日午前10時33分にカトマンズのトリブバン国際空港を離陸し、同年1月1日に開港したばかりのポカラ国際空港に向かっていた。着陸直前に、旧空港と新空港の間のセティ・ガンダキ川の渓谷に墜落した。墜落直前に地上から撮影されたビデオには、墜落前に機体が左に大きく傾いている様子が映っていた。
この事故により、搭乗していた72人全員が死亡し、1992年のパキスタン国際航空268便墜落事故以来、ネパールで2番目に最悪の航空機事故となった。
ポカラ国際空港の職員によると、航空管制は滑走路30への着陸を許可したが、機長は滑走路12への着陸を要求した。 予備情報によると、墜落の原因は飛行機の技術的な問題があったと答えた。2月13日に発表された速報によれば、副操縦士がフラップを30度に設定するよう求めた直後、フラップが展開される代わりにエンジンがフェザリング状態となった。
乗客の1人が事故直前から発生まで、Facebookでライブ配信を行なっており、事故の様子が映像に残っている。この乗客は事故が起きると思う様子はなく、突如機体が炎上する様子が撮影されていた。機内からどのようにインターネットに接続したのかについてはわかっていない。

## 飛行の詳細

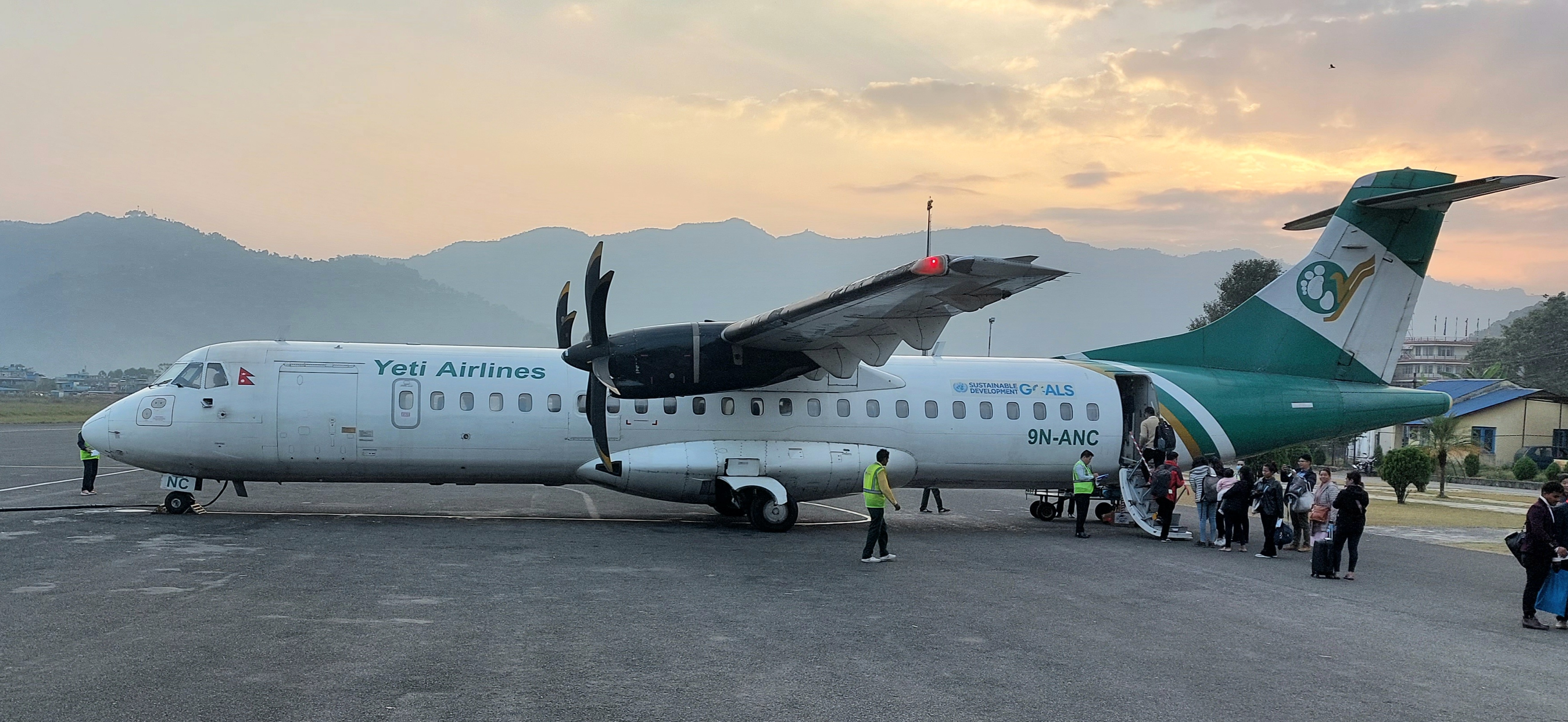
2022年11月に撮影された事故機

事故機のATR 72-500（機体記号9N-ANC）は、製造番号754として製造され、2007年8月1日に初飛行した。同年、VT-KAJとしてキングフィッシャー航空に納入された。2013年に同社が倒産し、HS-DRDとしてノックエアに譲渡された後、2019年にイエティ航空に納入された。

## 乗員乗客
乗客は68人、乗員はネパール人4人であった。 乗客は、ネパール人53人、インド人5人、ロシア人4人、韓国人2人、アルゼンチン人1人、オーストラリア人1人、フランス人1人、アイルランド人1人が搭乗していた。乗客の中には幼児が2人いた。
事故機の機長はカマル・K・C（シニア・キャプテン）、副操縦士はアンジュ・カティワダであった。カティワダの夫、ディパク・ポクレルもイエティ航空のパイロットであったが、2006年の航空事故（en:2006 Yeti Airlines Twin Otter crash）で死亡した。カティワダは夫の遺志を継ぎ、パイロットとなった。カティワダは、飛行が成功した時点で機長としての資格を得る予定だった。
| 国籍           | 乗客 | 乗務員 | 計 |
| -------------- | ---- | ------ | -- |
| ネパール       | 53   | 4      | 57 |
| インド         | 5    | 0      | 5  |
| ロシア         | 4    | 0      | 4  |
| 韓国           | 2    | 0      | 2  |
| アルゼンチン   | 1    | 0      | 1  |
| オーストラリア | 1    | 0      | 1  |
| フランス       | 1    | 0      | 1  |
| アイルランド   | 1    | 0      | 1  |
| 全員           | 68   | 4      | 72 |

## 余波
当局が救助活動を開始したため、空港は閉鎖された。墜落事故を受けて、ネパール政府は内閣の緊急会議を招集した。 ネパールのプラチャンダことプシュパ・カマル・ダハル首相は、「悲しく悲劇的な事故に深く悲しんでいる」と述べた 。ネパール政府は、5人のメンバーからなるチームに調査を依頼した。 インドのジョティラディティヤ・シンディア航空相は、哀悼の意を表した。
イエティ航空は、墜落の犠牲者を悼み、1月16日に予定されていたすべての定期便を欠航にした。